# Human Desire
Human Desire is een Amerikaanse film noir uit 1954 onder regie van Fritz Lang. Het scenario is gebaseerd op de roman La Bête humaine (1890) van de Franse auteur Émile Zola.

## Verhaal
Om zijn baan te behouden laat Carl Buckley zijn knappe vrouw Vicki tussenbeide komen. Vicki leert John Owen kennen, de chef van Carl. Later ziet Carl zijn vrouw in een trein met John. Hij wordt jaloers en vermoordt zijn chef. Een machinist neemt Vicki in bescherming en ze beginnen een affaire. Carl wordt alcoholist en begint Vicki af te persen in de hoop dat zij bij hem zal blijven.

## Rolverdeling
| Acteur             | Personage     |
| ------------------ | ------------- |
| Glenn Ford         | Jeff Warren   |
| Gloria Grahame     | Vicki Buckley |
| Broderick Crawford | Carl Buckley  |
| Edgar Buchanan     | Alec Simmons  |
| Kathleen Case      | Ellen Simmons |
| Peggy Maley        | Jean          |
| Diane DeLaire      | Vera Simmons  |
| Grandon Rhodes     | John Owens    |